# 联升社学旧址
联升社学旧址位于中国广州市白云区太和镇联升西路。建于清朝道光十八年（1838年），为两进偏厢的祠堂式建筑，面积共约848平方米。曾为清代太和地区民众自卫武装力量习武之地，参与清朝鸦片战争中的抗英斗争。咸丰四年（1854年）被毁，咸丰六年（1856年）和咸丰十一年（1861年）两度重修。
2002年7月8日被广州市人民政府公布为第六批文物保护单位。